# Lissa bicarinata
Lissa bicarinata är en kräftdjursart. Lissa bicarinata ingår i släktet Lissa och familjen maskeringskrabbor. Inga underarter finns listade i Catalogue of Life.